# ديفيد ريني
ديفيد ريني (بالإنجليزية: David Rennie)‏ (29 أغسطس 1964 بإدنبرة في المملكة المتحدة - ) هو لاعب كرة قدم بريطاني في مركز الدفاع. لعب مع برمنغهام سيتي وكوفنتري سيتي وليدز يونايتد وليستر سيتي ونادي بريستول سيتي ونادي بيتربورو يونايتد ونادي بيرتن ألبيون ونادي نورثامبتون تاون ونادي بوسطن يونايتد.

## وصلات خارجية
- ديفيد ريني على موقع قاعدة بيانات كرة القدم.إي يو (الإنجليزية)
- ديفيد ريني على موقع Soccerbase.com (لاعب) (الإنجليزية)
- ديفيد ريني على موقع عالم كرة القدم.نت (الإنجليزية)